# Погребан, Василий Владимирович
Васи́лий Влади́мирович Погреба́н (род. 26 июня 1989, Григориополь, Молдавская ССР) — российский гребец-байдарочник, выступает за сборную России с 2009 года. Чемпион мира, серебряный призёр чемпионата Европы и Европейских игр, многократный победитель национальных и молодёжных регат. На соревнованиях представляет город Москву, мастер спорта международного класса.

## Биография
Родился 26 июня 1989 года в Григориополе (ныне Приднестровье). Активно заниматься греблей начал в раннем детстве, проходил подготовку под руководством заслуженного тренера ПМР Юрия Тизула и председателя Федерации гребли Приднестровья Вячеслава Соколенко. Начиная с 2007 года постоянно живёт в Москве, тренируется в центре спортивной подготовки «Крылатское».
Первого серьёзного успеха на юниорском уровне добился в 2005 году, когда завоевал сразу две золотые медали на первенстве мира в венгерском Сегеде, среди четырёхместных экипажей на дистанциях 500 и 1000 метров. Кроме того, взял серебро на молодёжном первенстве Европы в болгарском Пловдиве. Год спустя на молодёжном европейском первенстве в Афинах одержал победу в четвёрках на пятистах и тысяче метров, а также добыл бронзу в километровом зачёте байдарок-одиночек. В 2007 году на чемпионате мира среди юниоров в чешском Рачице вновь был лучшим в четвёрках в обеих дисциплинах. В следующем сезоне на молодёжном чемпионате Европы в Сегеде добавил в послужной список ещё бронзу и серебро, после чего стал выступать на взрослом уровне.
В 2011 году Погребан вместе со своим давним партнёром Виталием Юрченко вошёл в основной состав взрослой национальной сборной России и побывал на взрослом чемпионате Европы в сербском Белграде, откуда привёз медаль серебряного достоинства, выигранную в двойках на дистанции 1000 метров (уступил лидерство команде Германии). Позже съездил на взрослый чемпионат мира в Сегед, где добился бронзовой награды в двойках, проиграв экипажам из Словакии и Швеции. Пытался пройти отбор на летние Олимпийские игры 2012 года в Лондон, однако не выдержал конкуренцию со стороны более опытных Ильи Медведева и Антона Ряхова. Наиболее успешным в карьере Василия Погребана оказался сезон 2013 года, когда на чемпионате мира в немецком Дуйсбурге в составе четырёхместной байдарки, куда также вошли гребцы Юрченко, Антон Васильев и Олег Жестков, он завоевал на километре золотую медаль, обойдя всех своих титулованных соперников. Помимо этого, в той же дисциплине выиграл серебряную медаль на летней Универсиаде в Казани. За эти выдающиеся достижения удостоен звания мастера спорта международного класса.
Имеет высшее образование, окончил Московскую государственную академию физической культуры.